# Pljeskavica

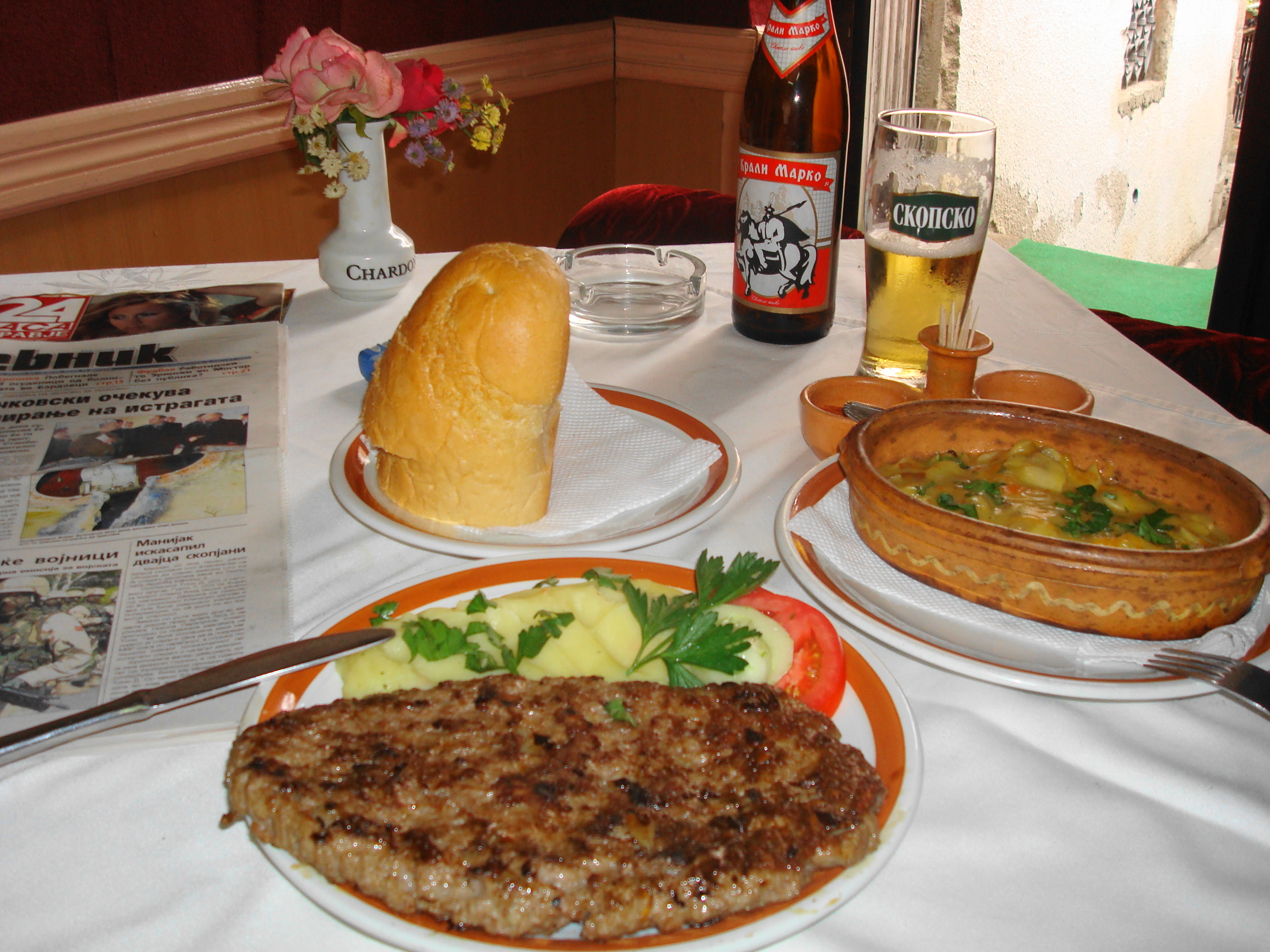
Pljeskavica.

Pljeskavica (serbiska: пљескавица) är en pannbiffrätt med ursprung i Serbien.
I dag är pljeskavican en populär maträtt i hela forna Jugoslavien, men även i Ungern, Rumänien och Bulgarien. Pljeskavican serveras även på många europeiska restauranger utanför Balkan, såsom i Tyskland, Österrike och Sverige.
Traditionell pljeskavica är oftast gjord på nötkött eller lamm, men i vissa delar av forna Jugoslavien görs den även på fläsk. Pljeskavica serveras grillad i stort pitabröd (lepinje) tillsammans med kajmak, lök och ajvar.